# بوب كيلي (مصارع محترف)
بوب كيلي (بالإنجليزية: Bob Kelly)‏ هو مصارع محترف أمريكي، ولد في 28 يونيو 1936 في لويفيل في الولايات المتحدة، وتوفي في 12 أكتوبر 2014 في موبيل في الولايات المتحدة.

## روابط خارجية
- بوب كيلي على موقع CageMatch worker (الإنجليزية)